# Pattes de poulet
Les pattes de poulet sont des abats de volaille traditionnellement cuisinés dans plusieurs régions du monde : Asie (Chine, Indonésie, Corée, Thaïlande, Laos, Malaisie, Philippines, Viêt Nam), Amérique du Sud et centrale (Trinité-et-Tobago, Pérou, Mexique, Jamaïque), Europe de l'Est (Ukraine, Russie, Roumanie, Moldavie) et Afrique (Afrique du Sud).

## Cuisines asiatiques

### Cuisine chinoise

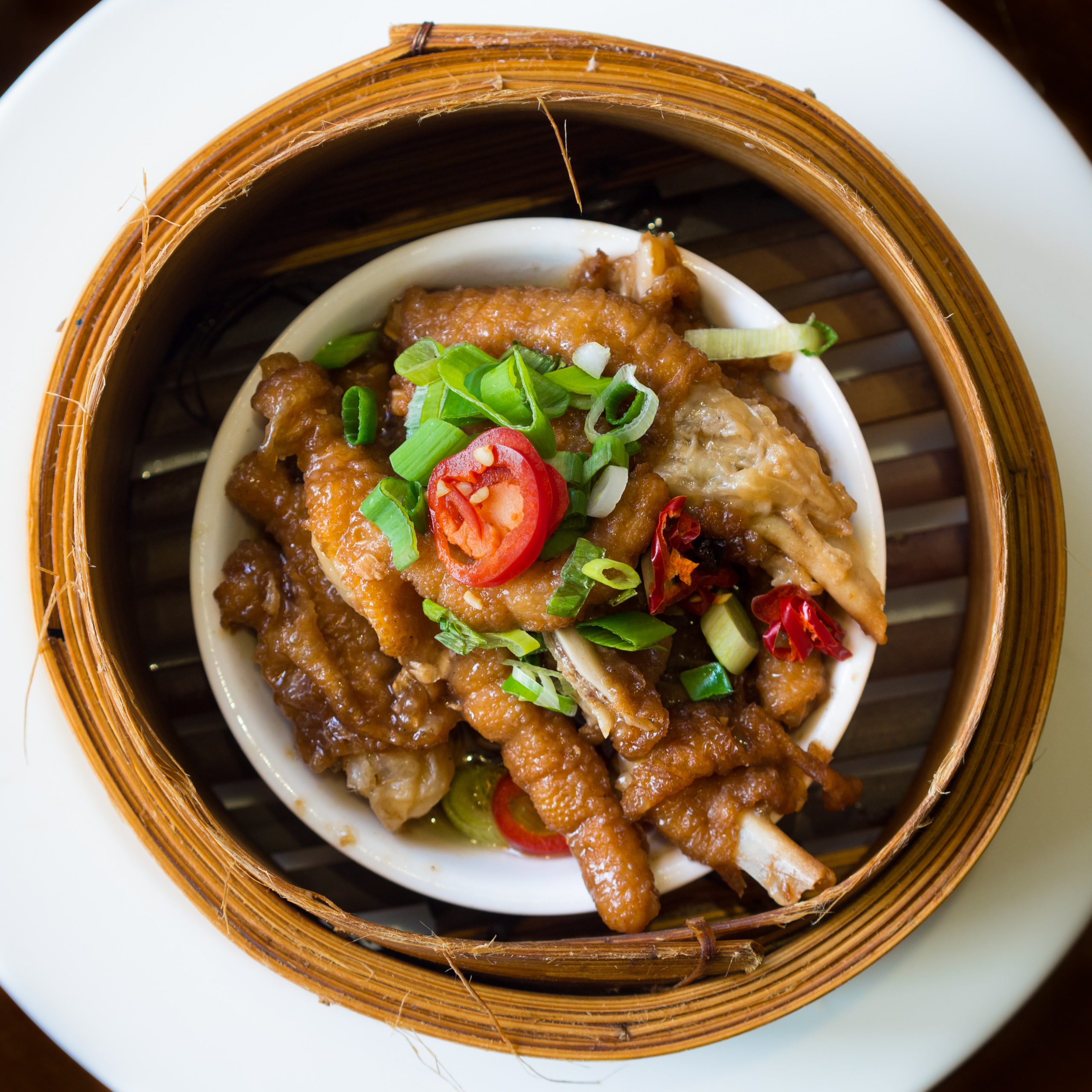
Pattes de poulet dans un restaurant de dimsums aux Pays-Bas.

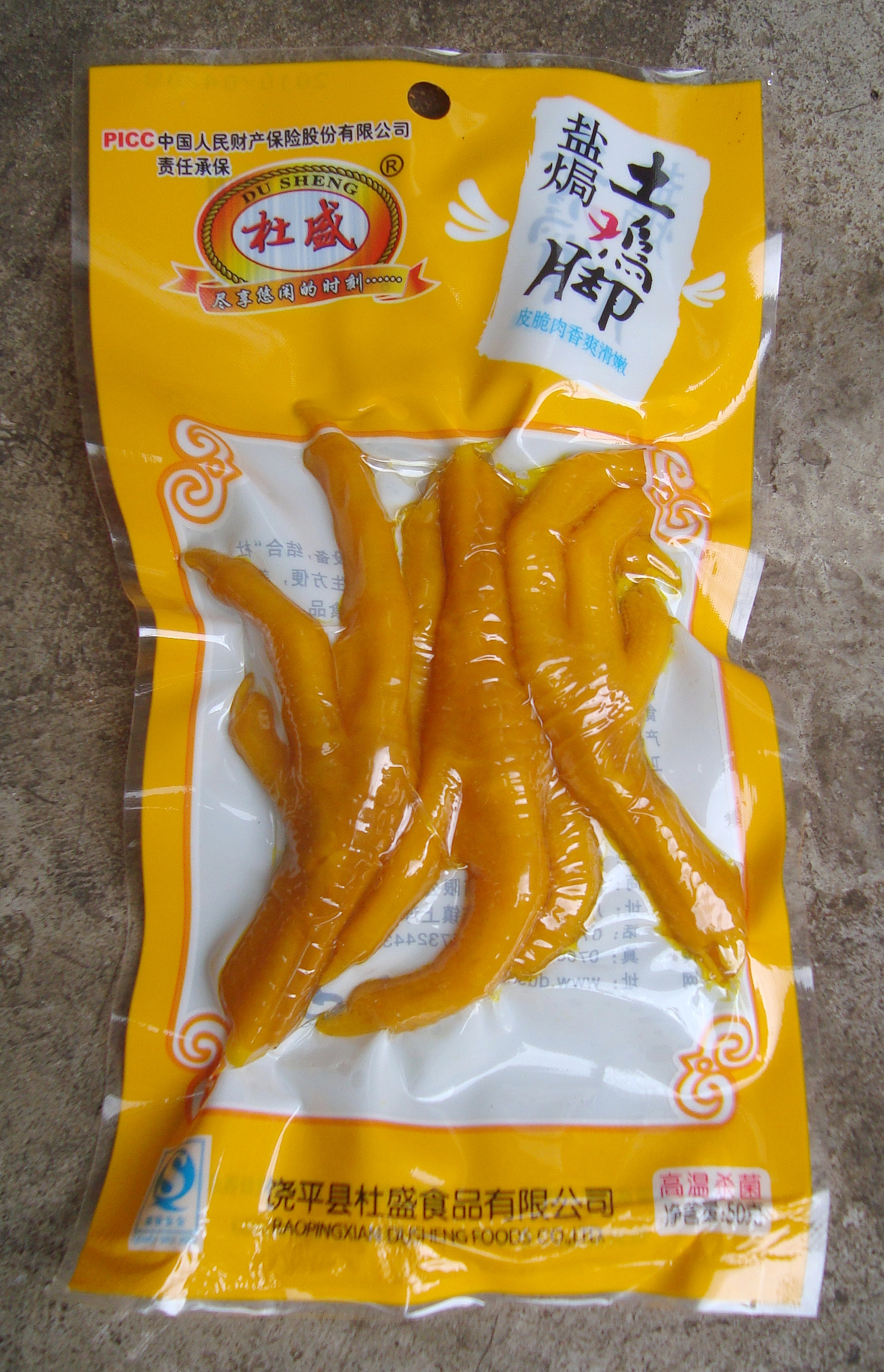
Pattes de poulet emballées.

Les pattes de poulet sont appelées de différentes manières en chinois : fèng zhuǎ (鳯爪, griffes de phœnix), jī zhuǎ (鷄爪, griffes de poulet), et jī jiǎo (雞脚, pieds de poulet).
Elles sont cuisinées dans plusieurs régions chinoises et peuvent être servies comme accompagnement à la bière, comme plat froid, en soupe ou en plat principal.
Au Guangdong et à Hong Kong, elles sont généralement frites, cuites à la vapeur pour les faire gonfler, puis à l'étouffée et mijotées dans une sauce aromatisée, accompagnées de fèves noires fermentées, de pâte de haricot et de sucre, ou bien d'une sauce aux ormeaux.
Dans la Chine continentale, les snacks populaires spécialisés dans les aliments marinés, tels que les yabozi (cous de canard), vendent aussi des lu ji zhua (鹵雞爪, pattes de poulet marinées), mijotés dans de la sauce soja, du poivre du Sichuan, des clous de girofle, de l'anis étoilé, de la cannelle, de l'ail et des piments. Les pattes de poulet emballées sont vendues dans la plupart des épiceries et supermarchés chinois. Elles sont souvent assaisonnées avec du vinaigre de riz et des piments. Un autre plat populaire est le bai yun feng zhao (白雲鳯爪), où les pattes sont longuement marinées dans une sauce faite de vinaigre de riz, de vin de riz aromatisé avec du sucre, de sel et de gingembre haché, et servies froides. Dans le sud de la Chine, le poulet est cuit avec des arachides et servi en soupe claire.
L'énorme demande en Chine a fait augmenter le prix des pattes, utilisées habituellement comme fourrage dans d'autres pays. En juin 2011, un kilo de pattes de poulet coûtait entre 12 et 16 yuans, alors que les poitrines de poulet congelées en valaient entre 11 et 12. En 2000 à Hong-Kong, où se situe le plus grand entrepôt d'expédition de pattes de poulet, plus de 420 000 tonnes ont été exportées dans une trentaine de pays, pour un montant total de 230 millions de dollars. Après avoir rejoint l'OMC, la Chine autorise l'importation de produits américains, et est depuis le principal importateur de pattes de poulet.
Les pattes de canard, servies en salade avec de la moutarde, du vinaigre, des poivrons et de l'ail écrasé, sont également des hors-d'œuvre appréciés.

### Cuisine indonésienne

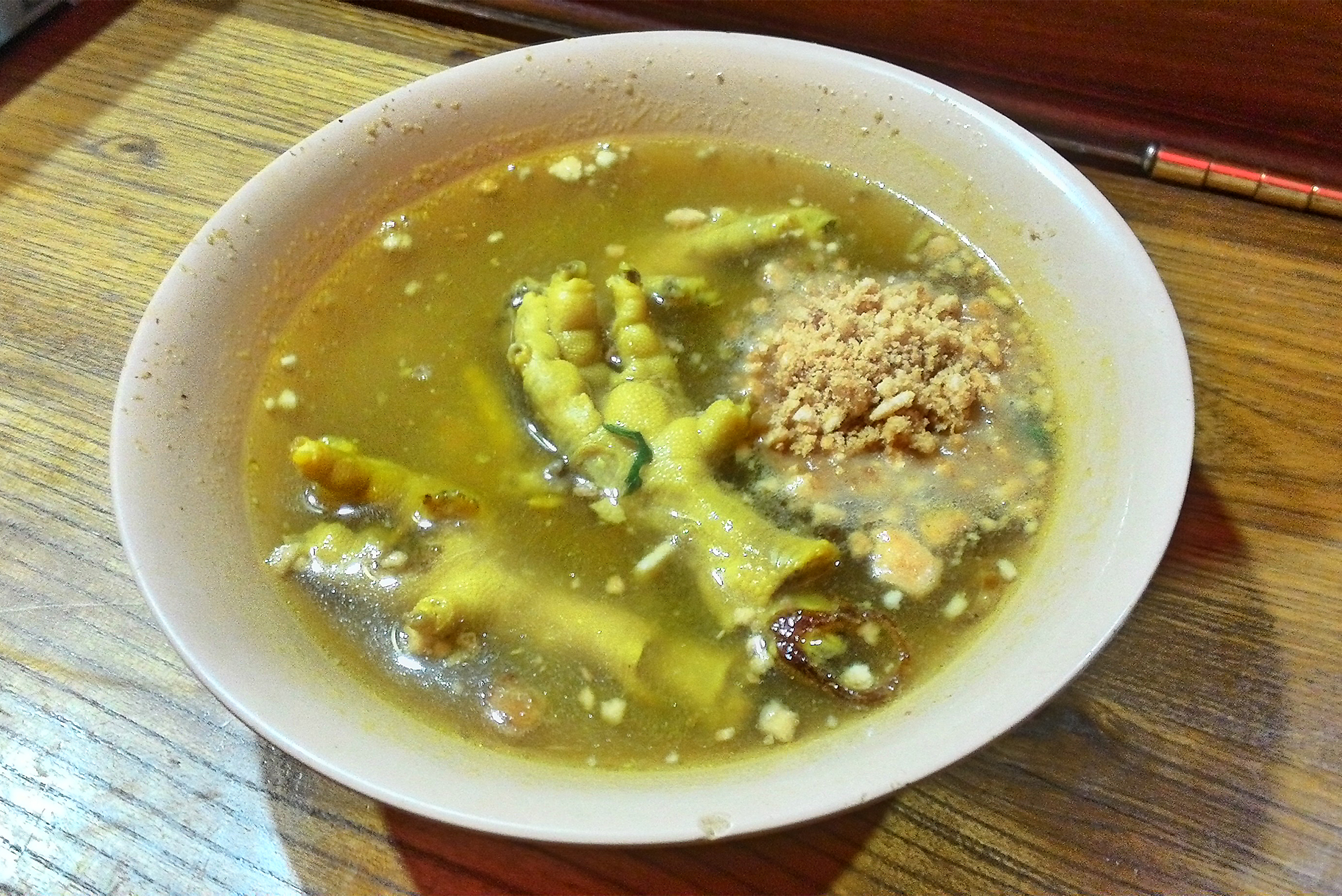
Soto aux pattes de poulet.

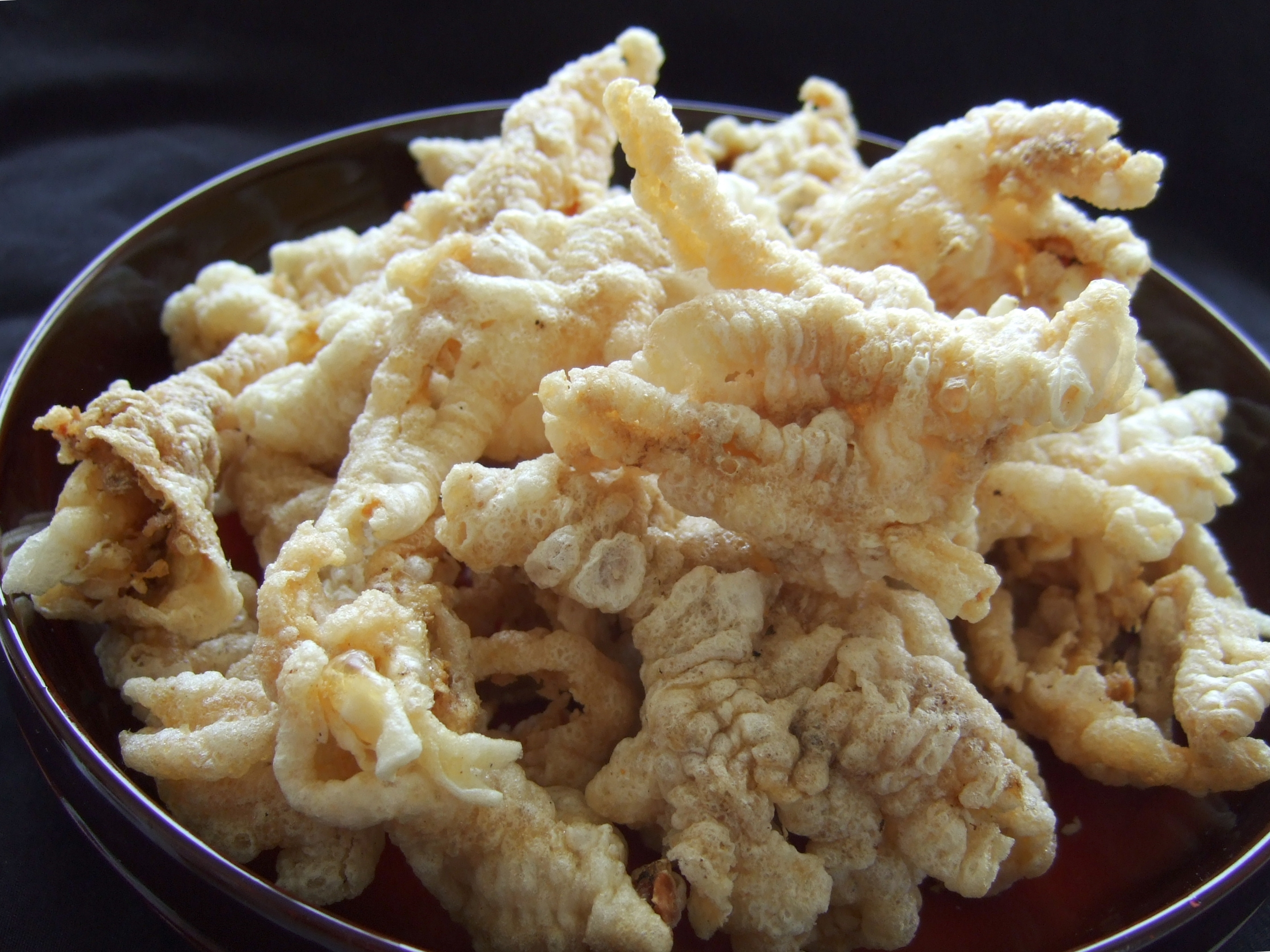
Kripik aux pattes de poulet.

Dans la cuisine indonésienne, les pattes de poulet sont appelées ceker et sont particulièrement prisées à Java. La façon la plus commune de les préparer est une soupe épicée, le soto. Elles sont servies dans un bouillon et épicées avec des échalotes, du galanga, des noix de bancoule, de la citronnelle, du curcuma, de l'ail, du gingembre et des feuilles de Salam (laurier indonésien), et accompagnées de chou, de céleri, de nouilles de riz, de sambal, de lime et de soja.
Le soto ceker est un plat populaire de la cuisine de rue à Jakarta, à Bali et dans la plupart des grandes villes de Java [évasif]. Dans les warung, il est proposé comme variante au soto ayam, dont la base est identique. Un étal populaire, comme le Soto Ceker Pak Ali, dans la rue Grandaria, au sud de Jakarta, peut utiliser jusqu'à 40 kilos de pattes chaque jour, en étant ouvert de 16 à 23 h, et générer jusqu'à 5 millions de roupies de bénéfice quotidiennement (360 dollars US).
Une autre façon de préparer les pattes de poulet est de les servir dans une simple soupe (sop ou sup) appelée sop ceker. Elle contient essentiellement du bouillon de poulet, des pieds de poulet, des légumes, en particulier des pommes de terre et des carottes, des échalotes, de l'ail et du poivre noir. Les pattes frites, séparées des os, peuvent également être servies en amuse-gueule, et sont appelées kripik ceker.
Les pieds de poulet pelés et désossés font partie de l'alimentation des nourrissons entre six et douze mois. Elles sont souvent servies en nasi tim : du riz cuit à la vapeur, avec des pieds de poulet, de la purée de foie et du bouillon de légumes. Seuls la peau, les tendons et le cartilage, riche en collagène, sont utilisés : ils sont traditionnellement réputés bénéfiques pour la croissance, la peau, les ongles et les articulations des enfants.

### Cuisine malaisienne
Les pattes de poulet sont également appelées ceker en Malaisie. Elles sont populaires chez les Malais et les Chinois de Malaisie, descendants des Javanais, Chinois et Thaïlandais.
Dans l'état de Johor, beaucoup de restaurants malaisiens traditionnels[évasif] les préparent avec un curry malais et les accompagnent de roti canai. Dans le Selangor, elles sont bouillies dans la soupe, jusqu'à ce que les os deviennent mous, et sont soit accompagnées d'épices et de légumes, soit frites dans de l'huile de palme.

### Cuisine thaïlandaise

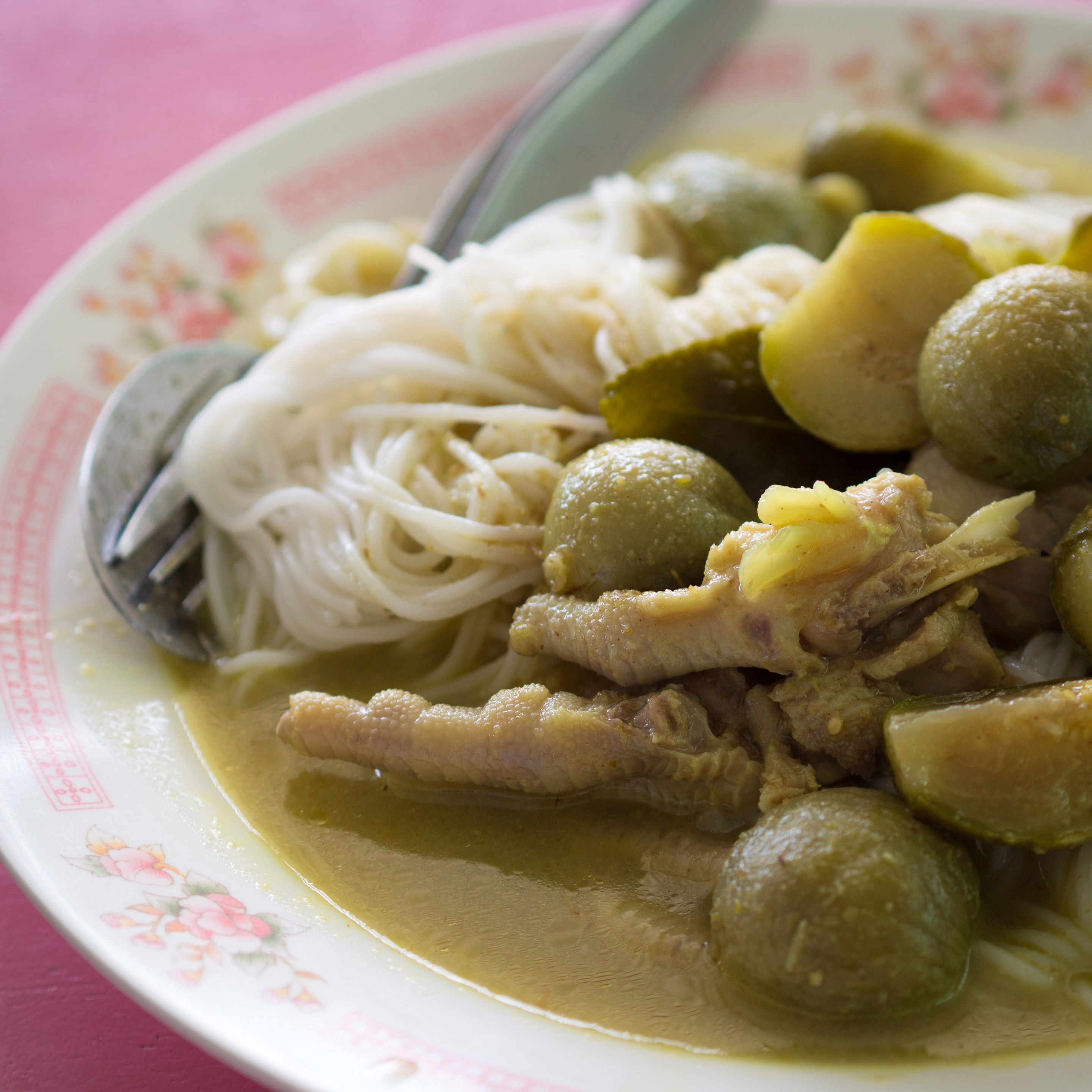
Khanom chin aux pattes de poulet.

Dans la cuisine thaïlandaise, les pattes de poulet sont une variante du curry vert au poulet (khanom chin).

### Cuisine coréenne
Dans la cuisine coréenne, les pieds de poulet (닭발) sont servis en brochettes avec une sauce pimentée et grillées. Elles sont souvent consommées comme second plat, avec de l'alcool.

### Cuisine philippine
Aux Philippines, les pattes de poulet sont marinées avec des kalamansi, des épices et de la cassonade, puis grillées. Plat populaire de la cuisine de rue, elles sont surnommées adidas (d'après la marque de chaussures du même nom). Elles font également partie de l'adobo philippin.

## Cuisines caribéennes

### Cuisine jamaïcaine
Dans la cuisine jamaïcaine, les pattes de poulet sont principalement préparées en soupe, avec des ignames, des pommes de terre, des bananes vertes et jaunes, des dumpling et des épices. Le tout doit cuire pendant au moins deux heures. Elles sont également préparées en curry ou cuites à l'étouffée, et servies comme composantes du plat principal.

### Cuisine mexicaine
[[Information douteuse]
Au Mexique, les pattes de poulet sont préparées en ragout et en soupe[réf. nécessaire]. Elles sont souvent cuites à la vapeur, accompagnées de riz, de légumes, d'autres parties du poulet (poitrine, cuisse), et peuvent être assaisonnées avec une sauce mole. Pour les grandes occasions, elles sont panées et frites.[Information douteuse]
Les Mexicains peuvent aussi les consommer comme casse-croûte, en mâchonnant la peau, et ne laissant que l'intérieur des os.[réf. nécessaire]

### Cuisine trinidadienne
Dans la cuisine trinidadienne, les pattes de poulet sont nettoyées, assaisonnées, bouillies dans une eau elle-même assaisonnée, puis laissées à tremper avec des concombres, des oignons, et du green seasoning, jusqu'à ce que le mélange refroidisse. Le plat est appelé chicken foot souse.

## Cuisine d'Europe de l'Est

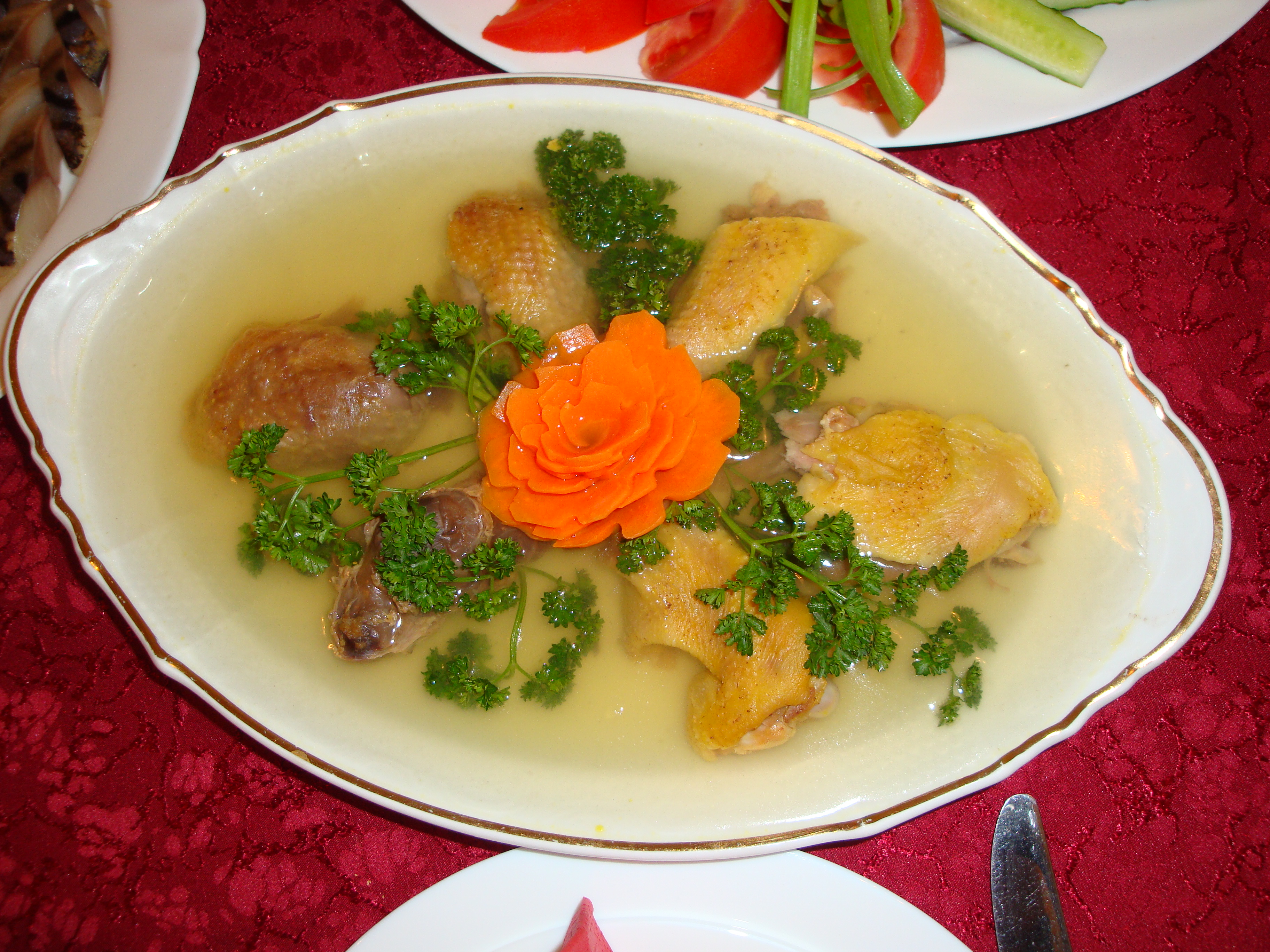
Răcitură moldave.

Dans les pays de l'ancien bloc de l'Est, les pattes de poulet sont nettoyées, assaisonnées et cuites à l'eau, avec des légumes, puis refroidies pour en faire des aspics (kholodets en russe et en ukrainien, et piftie ou răcitură en roumain). Aujourd'hui, elles ne sont pas souvent consommées, mais seulement cuites avec le poulet, en raison de leur forte concentration en gélatine ; à l'époque des dictatures en revanche, lorsqu'elles étaient la seule partie du poulet facilement accessible aux citoyens ordinaires (la chair étant réservée aux « camarades les plus méritants »), elles étaient très importantes dans la cuisine des pays concernés.

## Cuisine sud-africaine
En Afrique du Sud, les pattes de poulet sont habituellement consommées dans les quartiers de toutes les provinces. Elles sont appelées walkie talkies (avec la tête, de l'intestin, le cœur et les abats), runaways ou chicken dust. Elles sont plongées dans de l'eau bouillante, de sorte que la couche externe de la peau s'enlève, puis assaisonnées et grillées. Le nom de chicken dust (littéralement « poussière de poulet ») dérive de la poussière que les poulets soulèvent en grattant le sol avec leurs pattes.